# 556
Cette page concerne l'année 556  du calendrier julien. Pour l'année 556 av. J.-C., voir 556 av. J.-C. Pour le nombre 556, voir 556 (nombre).
L'année 556 est une année bissextile qui commence un samedi.

## Événements
- 5 avril : Martin de Braga, issu d’une famille d’Europe centrale, est promu évêque, puis archevêque[1]. Il convertit le roi des Suèves Cararic au catholicisme (559). Il combat le paganisme et les différentes hérésies. Il interdit la désignation des jours de la semaine par les noms des astres ou par ceux des dieux. Il échouera dans son projet d’éradication des pratiques païennes et magiques.
- 16 avril : début du pontificat de Pélage Ier (fin en 561), désigné par Justinien Ier[2].
- 11 mai : émeute du peuple affamé à Constantinople[3].

- Guerre des Francs contre les Saxons[4].
- Les Ouest-Saxons Cynric et Ceawlin affrontent les Bretons à Beranbyrg (Barbury Castle, dans l'actuel Wiltshire)[5].